# Andrzej Hausner
Andrzej Hausner (ur. 18 maja 1981 w Katowicach) – polski aktor i lektor. W 2004 ukończył studia w Akademii Teatralnej im. Aleksandra Zelwerowicza w Warszawie i zadebiutował na scenie w roli Saszy, w Letnikach Maksyma Gorkiego, w warszawskim Teatrze Powszechnym im. Zygmunta Hübnera.

## Filmografia
- 1997: Klan jako prezes Telewizji Kablowej „Tv-Ka”
- 2002: Lokatorzy jako Kamil (odc. 123)
- 2003: Zostać miss 2 jako Robert, brat Zdzisława
- 2003: M jak miłość jako Michał Kwiecień, pacjent przychodni Kotowicza (odc. 172)
- 2003: Na Wspólnej jako Patryk, klient pubu Gabrieli (odc. 8)
- 2004: M jak miłość jako student (odc. 263)
- 2004: Na Wspólnej jako student Adam (odc. 430)
- 2005: Pensjonat pod Różą jako Darek, chłopak Magdy (odc. 40 i 41)
- 2005: Egzamin z życia jako recepcjonista w hotelu (odc. 13)
- 2005: Na Wspólnej jako Rafał (odc. 453)
- 2006–2007: Plebania jako Daniła Sawczenko, chłopak Martyny
- 2006: M jak miłość jako klient firmy Edka (odc. 427)
- 2006: Egzamin z życia jako grafik komputerowy „Długi”  (odc. 60)
- 2007: Ekipa jako dziennikarz (odc. 4, 12 i 13)
- 2008: Twarzą w twarz jako strażnik więzienny
- 2008: M jak miłość jako kierownik sklepu (odc. 612)
- 2008: Glina jako Norbert Grudzień, towarzysz Rakowskiej (odc. 19)
- 2009: Ojciec Mateusz jako detektyw Walczak (odc. 27)
- 2009: M jak miłość jako podpalacz „Oazy”  (odc. 685)
- 2011: M jak miłość jako adwokat Gruszyńskiej (odc. 825)
- 2012: Paradoks jako agent WSI (odc. 2)
- 2012: Barwy szczęścia jako Juliusz, doradca kredytowy (odc. 856)
- 2013: Prawnicy jako mecenas Olaf Kosecki
- 2013: Gabriel jako pracownik Toru
- 2014: M jak miłość jako leśniczy (odc. 1049)
- 2014–2016: Pielęgniarki
- 2015: Wesołowska i mediatorzy jako Artur Żak (odc. 17)
- 2016: Na Wspólnej jako urzędnik (odc. 2346)
- 2016: Na dobre i na złe jako Norbert, mąż Mai (odc. 629)
- 2017: Ojciec Mateusz jako rehabilitant w „Złotym Jabłku”  (odc. 226)
- 2017: Na Wspólnej jako klient (odc. 2469)
- 2017: Niania w wielkim mieście jako kierowca furgonetki, dostawca biurka do siedziby agencji „Nianie na zawołanie”  (odc. 5)
- 2018–2019: Korona królów jako Kazimierz III Wielki
- 2019: W rytmie serca jako menedżer szpitala (odc. 45)
- od 2020: Miasto długów jako Sławek Murek
- od 2021: 48h. Zaginieni[2][3]
- od 2022: Barwy szczęścia jako Heller

## Role teatralne
- 2008 Cappuccino. Je T'aime jako Ottavio, Teatr Dramatyczny im. Jerzego Szaniawskiego w Płocku;
- 2008 Wieczór kawalerski jako Bill, Teatr Powszechny w Łodzi;
- 2007 Berg Noir jako Ludwik, Akademia Teatralna im. Aleksandra Zelwerowicza w Warszawie;
- 2006 Życie do natychmiastowego użytku jako Maks, Teatr Nowy w Warszawie;
- 2005 Romeo i Julia jako Parys, Teatr Nowy im. Tadeusza Łomnickiego w Poznaniu;
- 2004 Letnicy jako Sasza, Teatr Powszechny im. Zygmunta Hübnera;
- 2004 Kosmos jako Ludwik, Le Madame w Warszawie;
- 2004 Iwona, księżniczka Burgunda jako Inocenty, Akademia Teatralna im. Aleksandra Zelwerowicza w Warszawie;
- 2003 Letnicy jako Dudakow, Akademia Teatralna im. Aleksandra Zelwerowicza w Warszawie;
- 2003 Księżniczka na opak wywrócona jako Fabio, Akademia Teatralna im. Aleksandra Zelwerowicza w Warszawie.

## Lektor[4]
- Cezary Bielakowski, Jan Kulczyk. Biografia niezwykła;
- Sebastian Fitzek, Przesyłka;
- Norman Ohler, Trzecia Rzesza na haju. Narkotyki w hitlerowskich Niemczech;
- Artur Górski, Masa o kilerach polskiej mafii;
- Spirit Animals – wydawnictwo wielotomowe;
- Zlatan Ibrahimowić, Ja, Ibra. Moja historia;
- Stanisław Lem, Fiasko;
- Małgorzata Rogala, Zapłata;
- Marcin Kozioł, Skrzynia Władcy Piorunów;
- Piotr Langenfeld, Czerwona Ofensywa;
- Piotr Langenfeld, Plan Andersa;
- A.J. Gabryel, Kusiciel;
- Bartek Biedrzycki, Kompleks 7215, Stacja Nowy Świat;
- John Blundell, Margaret Thatcher;
- Florian Czarnyszewicz, Nadberezeńcy;
- Andrzej Zieliński, Skandaliści w koronach;
- Mark Bowden, Polowanie na Escobara;
- Przemek Kossakowski, Na granicy zmysłów;
- Jackie French, Zwariowane rodzinki. Mój wujek Mundek, krasnal ogrodowy;
- Jose Torres, Salsa na wolności;
- Paweł Beręsewicz, Więcej niż klub;
- Charlie Donlea, Dziewczyna z Summit Lake;
- Lisa See, Sieć rozkwitającego kwiatu;
- Jay Kristof, Nibynoc.

## Dubbing
- 2013: Avengers: Zjednoczeni – Sam Wilson/Sokół
- 2008: Najnowsze wydanie – Tata Noah (odc. 15)
- 2008: Mów mi Dave
- 2006: Garfield 2 – Portier
- 2006: Storm Hawks
- 2006: Fantastyczna Czwórka –
  - Peter Petruski/Klajster (odc. 16),
  - Reporter (odc. 18),
  - Jeden z uczonych (odc. 18)
- 2006: Monster Warriors – Antonio
- 2006: Tony Hawk − wielka rozwałka – Kud
- 2005: Fantastyczna Czwórka
- 2005: A.T.O.M. Alpha Teens On Machines –
  - Hawk,
  - Stingfly (odc. 30-32),
  - Wrecka (odc. 46)
- 2005: B-Daman jako Enjyu
- 2004: 6 w pracy
- 2004: Power Rangers Dino Grzmot –
  - Dustin (odc. 31, 32),
  - Jadeitowy Gladiator
- 2003: Wojownicze Żółwie Ninja –
  - John, przywódca Purpurowych Smoków (odc. 1),
  - jeden z Purpurowych Smoków (odc. 4),
  - lider Strażników (odc. 7, 10),
  - komentator walk Purpurowych Smoków (odc. 8),
  - strażnik na wyspie Czyściciela (odc. 9),
  - Strażnik #2 (odc. 10)
- 2003: Power Rangers Ninja Storm – Dustin
- 2000: Projekt Merkury
- 2000: Kruche jak lód: Walka o złoto
- 1998: Życzenie wigilijne Richiego Richa